# Верховный уголовный суд по делу декабристов
Выписка из манифеста от 1 июня 1826 года

…Сей Судъ положили МЫ составить изъ трёхъ Государственныхъ сословій: Государственнаго Совѣта, Правительствующаго Сената и Святѣйшаго Сѵнода, присоединивъ къ онымъ нѣсколько особъ изъ высшихъ Воинскихъ и Гражданскихъ Чиновниковъ. Предсѣдатель и Члены Слѣдственной Коммиссіи не будутъ въ нёмъ присутствовать.
Таковымъ устройствомъ сего Суда МЫ желали не токмо сохранить законную силу прежнихъ примѣровъ, но еще болѣе желали означить, что МЫ всегда признавали дѣло сіе дѣломъ всѣхъ истинныхъ Сыновъ Отечества, дѣломъ всей Россіи.
Ввѣряя сему Верховному Уголовному Суду участь обвиняемыхъ, МЫ единаго отъ него ожидаемъ и требуемъ: справедливости, справедливости нелицепріятной, ничѣмъ не колеблемой, на законѣ и силѣ доказательствъ утверждаемой.
4-я в истории России судебная инстанция, исполнявшая роль Верховного уголовного суда, была создана «для суждения злоумышленников, открывшихся 14 декабря 1825 г.».
Николай I поставил перед следствием и судом несколько задач: выявление и предопределённое суровое наказание участников неудавшегося покушения на принадлежавший ему царский трон; обнаружение круга лиц, в том числе, из знати и высших государственных чинов, поддерживавших замыслы восставших, если и не участием, то помыслами; придание суду, хотя бы внешне, видимость справедливого, с учётом возможного резонанса и в российском обществе, и в европейских странах.
Деятельности Верховного уголовного суда по делу декабристов посвящены публикации его документальных материалов, страниц воспоминаний участников и современников событий, работ многочисленных исследователей, начиная с написанного в 1839 году М. С. Луниным «Разбора донесения тайной следственной комиссии государю императору в 1826 г.»

## Следственный комитет
17 декабря 1825 года Николай I указом учредил «Высочайше учрежденный тайный комитет для изыскания соучастников злоумышленного общества, открывшегося 14 декабря 1825 года» под председательством военного министра А. И. Татищева. Комитет 26 мая 1826 года был переименован в Комиссию для изысканий о злоумышленных обществах. С 17 декабря 1825 года по 17 июня 1826 года состоялось 149 заседаний следственного комитета.
Итоговые «записки о силе вины» каждого из 121 декабристов, предаваемых суду, во многом определившие их дальнейшие судьбы, были составлены правителем дел комитета А. Д. Боровковым. К составлению отчётного документа с результатами следствия, по совету Н. М. Карамзина, был привлечён литератор Д. Н. Блудов. 30 мая 1826 года доклад «об открытых в России тайных обществах, уличённых в злоумышлении, о начале оных, о ходе, изменениях, планах, мало-помалу распространившихся, равно и о степени участия в сих планах и предприятиях и вообще о поступках и дознанных намерениях каждого из членов» был представлен Николаю I.

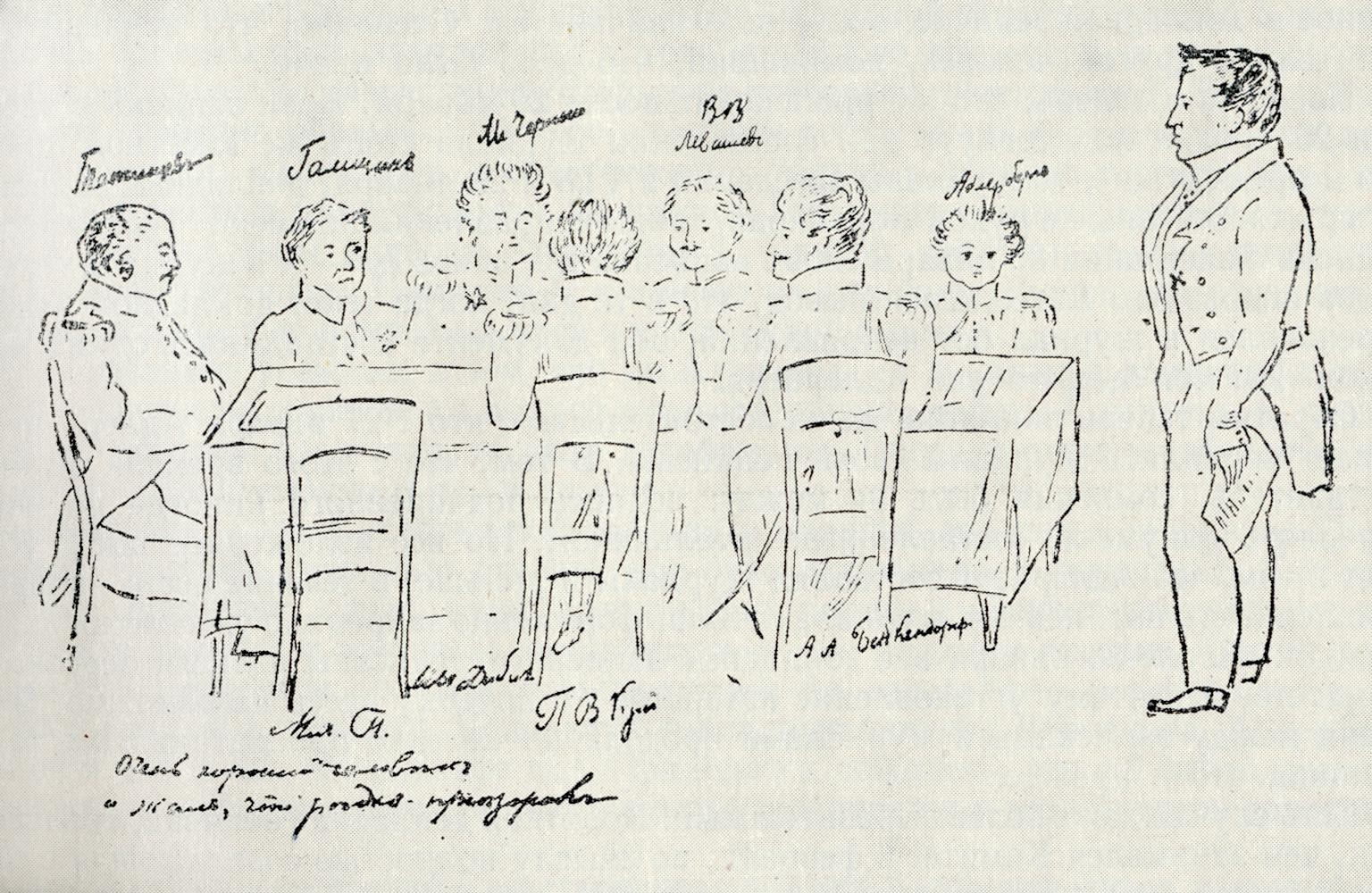
Допрос декабриста в Следственном комитете. Рис. В. Ф. Адлерберга

Этот доклад по его указанию от 12 июня 1826 года под названием «Донесение Следственной комиссии» был опубликован газетами и в отдельной брошюре, — в том числе в переводе на французский язык. В докладе было секретное приложение с изысканиями по вопросам:

1. Не имели ли влияние на действия и планы злоумышленников державы иностранные?
2. Не были ль с ними в сообщничестве люди значительные по сану своему или местам в государстве занимаемым?
3. Какими средствами злоумышленники надеялись обольстить войска, народ и вообще найти себе сообщников…?

## Создание Верховного уголовного суда

### Роль М. М. Сперанского в организации суда
Активное участие в организации процесса осуждения декабристов принял М. М. Сперанский, который ещё в начале века составлял план образования правительственных и судебных органов. Ещё 25 июня 1811 года манифестом Александра I было утверждено разработанное им «Общее учреждение министерств», обозначившее необходимость организации Верховного уголовного суда по делам государственной важности. В своих предложениях Сперанский опирался на прецеденты специального создания в России 1764—1771 годов аналогичных судебных инстанций в процессах по делам В. Я. Мировича и Е. И. Пугачёва. Предполагалось, что Верховный уголовный суд не проводит следствие по делу, а «определив существо и степень вины по следствию, …полагает окончательный приговор по законам» (§ 296).
По поручению Николая I Сперанский занялся организацией судебного процесса над декабристами. Он не только предложил структуру суда, но и разработал детальные процедуры принятия его решений на основе классификации подсудимых по степени их вины, определяемой на основе записок с извлечениями из материалов персональных следственных дел.

### Состав Верховного уголовного суда

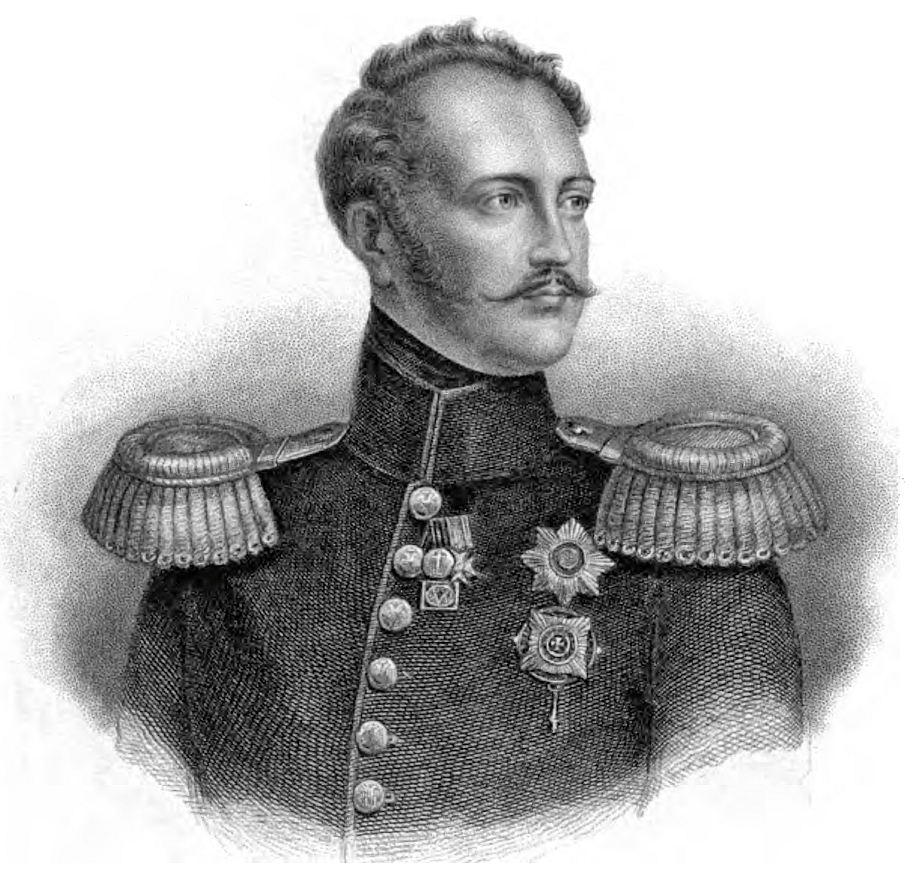
Император Николай I

1 июня 1826 года Николай I подписал Манифест и указ Сенату об учреждении Верховного уголовного суда и одобрил подготовленный Сперанским общий порядок («обряд») судопроизводства. В Манифесте отмечалось, что комиссия «в окончательном донесении представила нам всю совокупность её изысканий с приложением в подлиннике всех доказательств». Предъявление обвинений вверялось суду, который предписывалось составить из представителей трёх сословий: «Государственного Совета, правительствующего Сената» и «Синода» с присоединением лиц из высших воинских и гражданских чиновников. Чтобы продемонстрировать независимость будущих судебных решений, в состав суда не включались члены Следственной комиссии.
Особое внимание император уделял персональному составу суда, члены которого подбирались с учётом их авторитета и личной преданности государю.
Председателем суда был назначен председатель Государственного Совета и Комитета министров, князь Лопухин П. В.. Его заместителем на случай болезни — действительный тайный советник, председатель департамента государственной экономии Государственного Совета, князь Куракин А. Б..

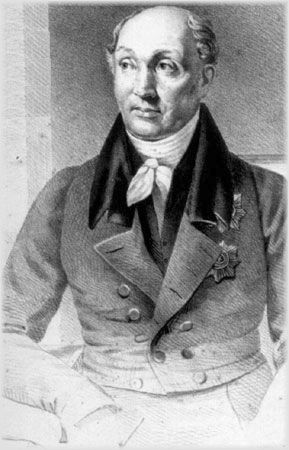
Михаил Михайлович Сперанский

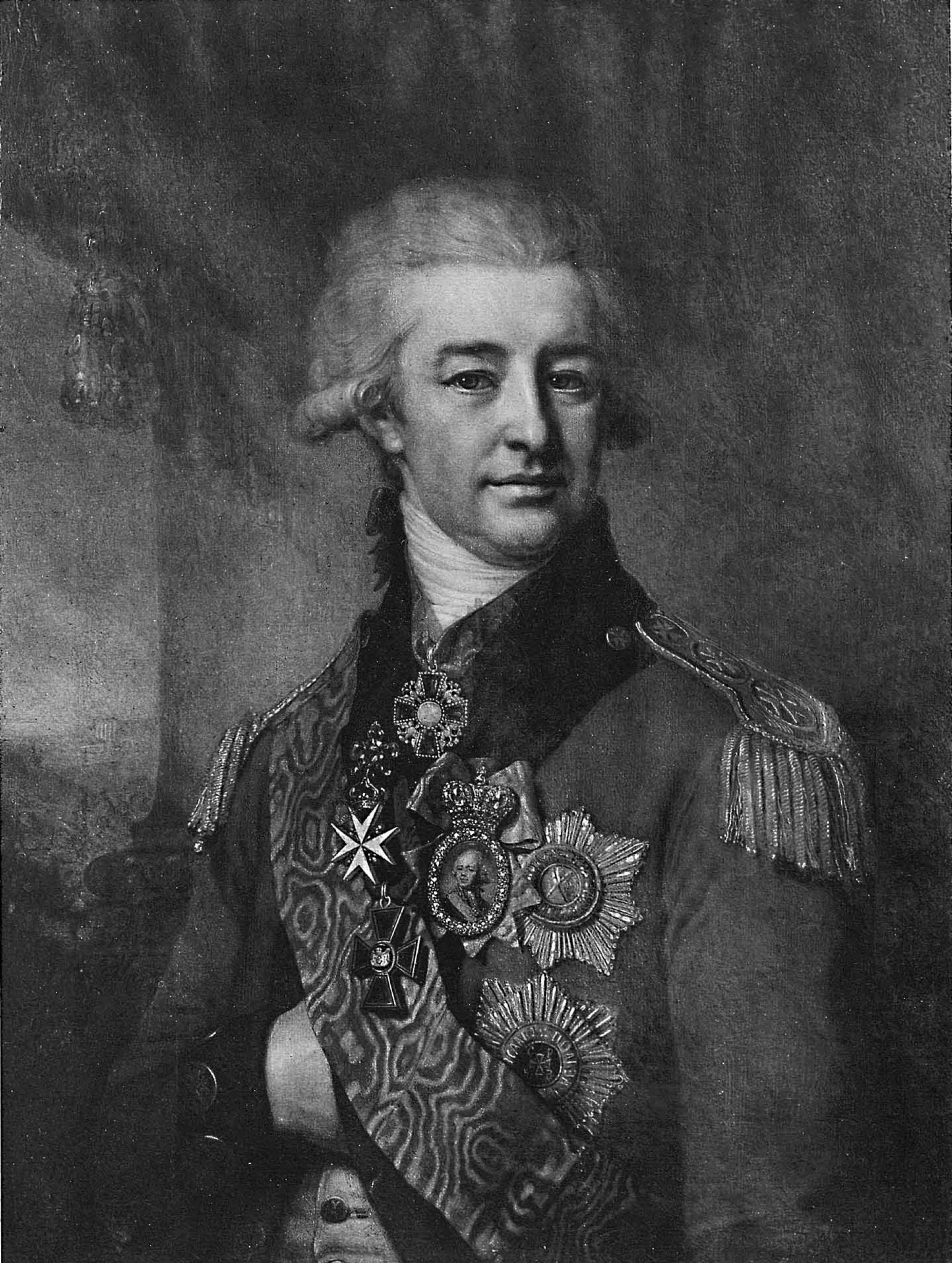
Пётр Васильевич Лопухин

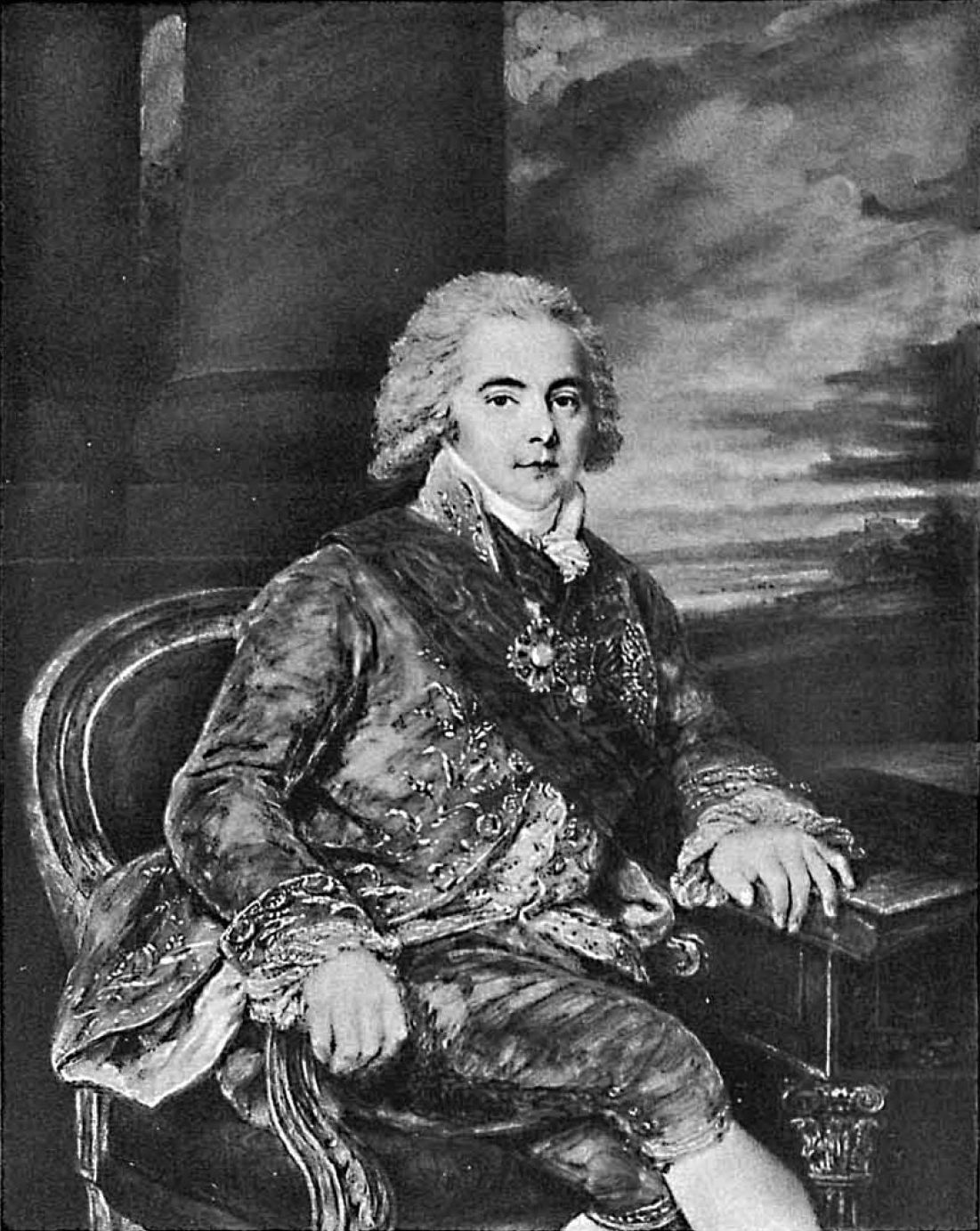
Алексей Борисович Куракин

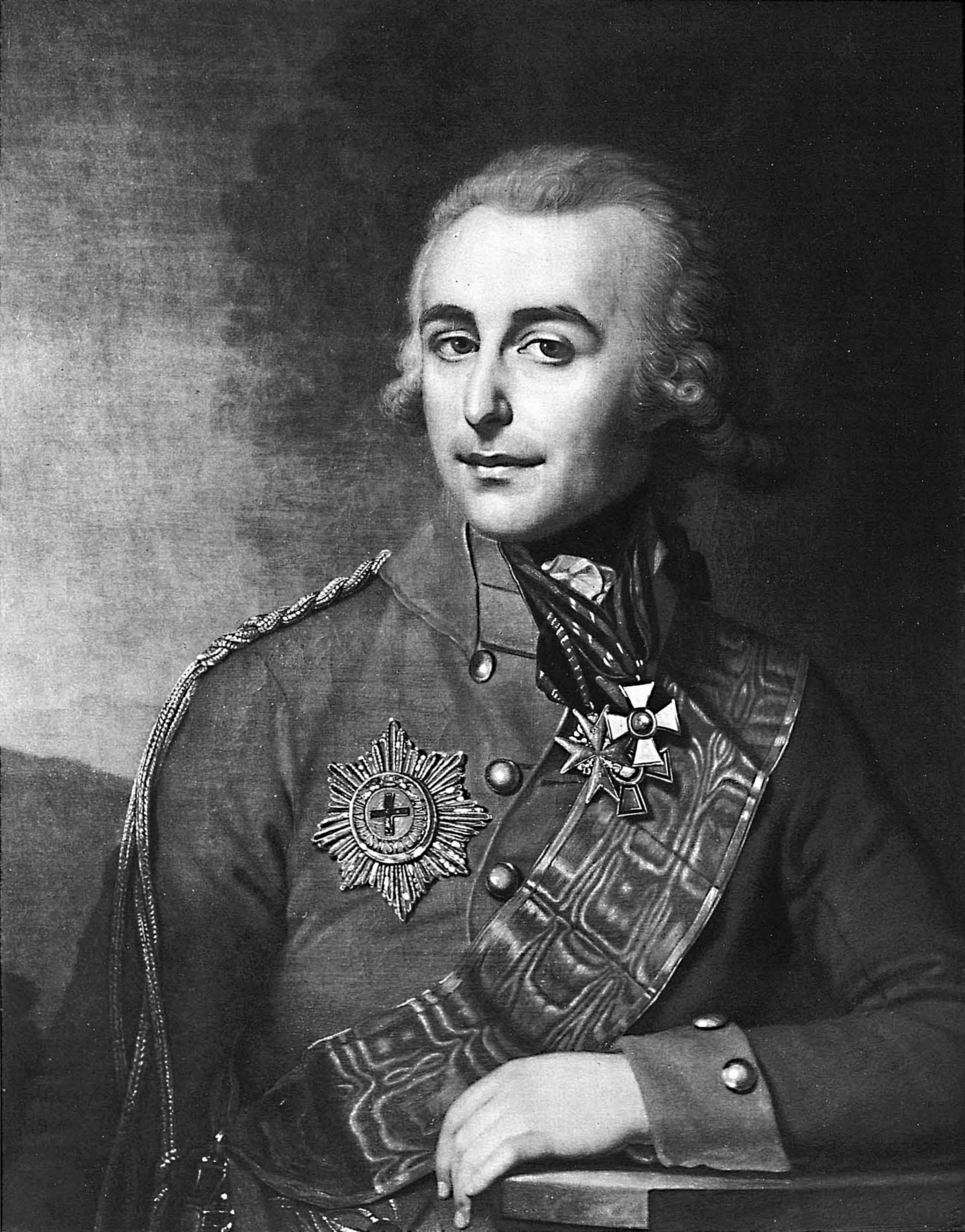
Пётр Александрович Толстой

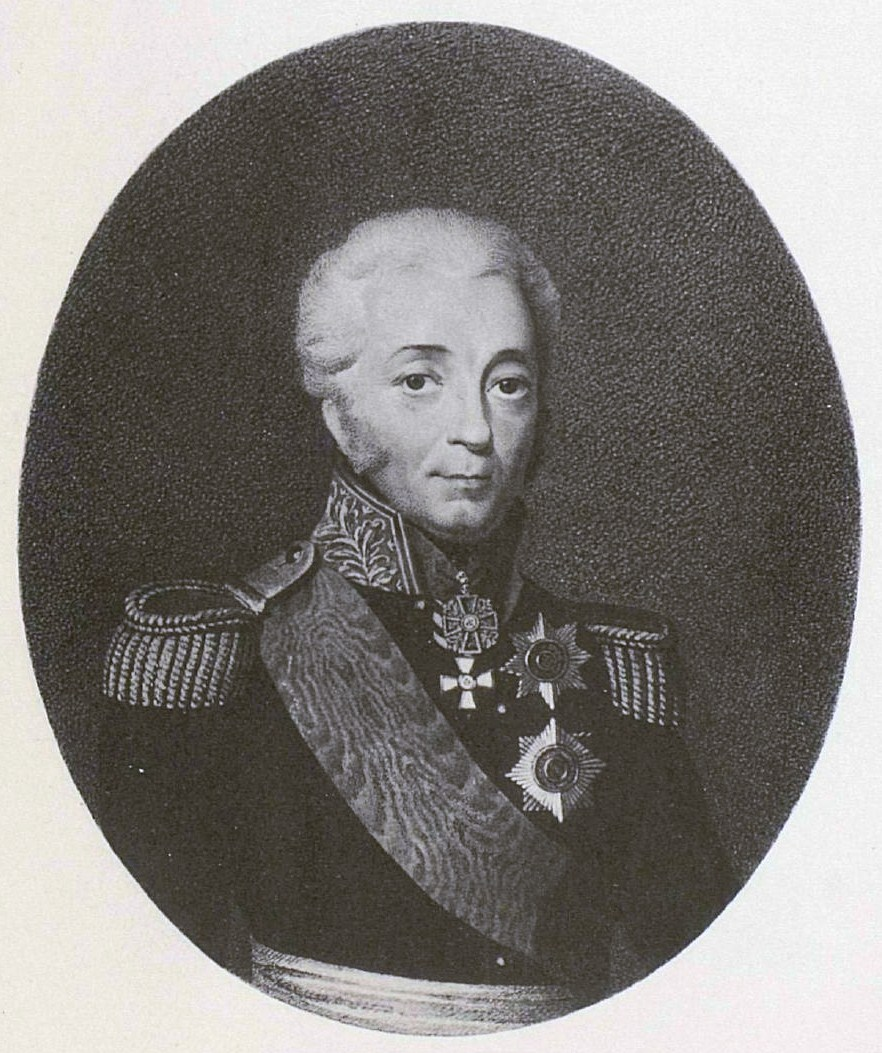
Дмитрий Иванович Лобанов-Ростовский

Членами суда от Государственного Совета были назначены:
Балашов А. Д., генерал-губернатор пяти губерний Центральной России: Воронежской, Орловской, Рязанской, Тамбовской и Тульской;
Болотников А. У., генерал-лейтенант, действительный тайный советник, сенатор;
Васильчиков И. В., генерал от кавалерии, камергер;

Воронцов М. С., граф, новороссийский генерал-губернатор и наместник Бессарабской области;
Канкрин Е. Ф., министр финансов;
Карцов П. К., адмирал, директор Морского кадетского корпуса, сенатор;
Ланской В. С., управляющий Министерством внутренних дел Российской империи;
Ливен К. А., граф, генерал-лейтенант, попечитель Дерптского округа;

Лобанов-Ростовский Я. И., князь, председатель департамента законов Государственного совета и член комитета министров;
Мордвинов Н. С., председатель департамента гражданских и духовных дел Государственного совета, член Финансового комитета и комитета министров, председатель Вольного экономического общества;
Морков А. И., граф, действительный тайный советник;
Нессельроде К. В., граф, управляющий министерством иностранных дел;
Салтыков С. Н., князь, сенатор;
Сперанский М. М., управляющий Комиссии составления законов, автор текста манифеста о восшествии на престол Николая Павловича;
Сукин А. Я., генерал-адъютант, комендант Петропавловской крепости, сенатор;
Толстой П. А., граф, генерал-адъютант;
Шишков А. С., адмирал, министр народного просвещения.
Членами суда от Синода были назначены:
Авраам, архиепископ Ярославский и Ростовский;
Евгений, митрополит Киевский и Галицкий;
Серафим, митрополит Новгородский и Петербургский.
Особо назначенными военными и гражданскими лицами были:
Башуцкий П. Я., генерал-адъютант, комендант Санкт-Петербурга;
Бистром К. И., генерал-адъютант;
Бороздин Н. М., генерал-адъютант;
Воинов А. Л., генерал-адъютант;
Головкин Ю. А., граф, действительный тайный советник;
Закревский А. А., генерал-губернатор Финляндии
Комаровский Е. Ф., граф, генерал-адъютант, командир Отдельного корпуса Внутренней стражи;
Кушников С. С., генерал, действительный тайный советник;
Ламберт К. О., граф, генерал-адъютант;
Ланжерон А. Ф., граф, генерал от инфантерии;
Опперман К. И., инженер-генерал;
Паскевич И. Ф., генерал-адъютант;
Сенявин Д. Н., адмирал;
Строганов Г. А., барон, действительный тайный советник;
Эммануэль Е. А., генерал-лейтенант, командующий войсками на Кавказской линии.
Членами суда от Сената были назначены:
Адодуров А. П., тайный советник, шталмейстер Высочайшего Двора;
Баранов Д. О., действительный тайный советник;
Батюшков П. Л., тайный советник;
Безродный В. К., действительный тайный советник;
Болгарский В. И., тайный советник;
Васильчиков А. В., действительный тайный советник;

Вистицкий Г. С., тайный советник;
Гагарин И. А., князь, действительный тайный советник;

Гладков И. В., генерал-лейтенант, обер-полицмейстер Санкт-Петербурга, председатель Попечительного комитета о тюрьмах;
Грушецкий В. С., действительный тайный советник;

Дивов П. Г., действительный тайный советник;
Дубенский Н. П., тайный советник;
Казадаев А. В., тайный советник, статс-секретарь;
Корнилов А. М., капитан-командор, тайный советник;
Куракин Б. А., князь, тайный советник, камергер;
Кутайсов П. И., граф, тайный советник;
Лавров И. П., тайный советник;
Ланской П. С., тайный советник;
Маврин С. Ф., тайный советник;
Мансуров П. А., тайный советник;
Мертенс В. Ф., тайный советник;
Мечников Е. И., в 1817—1824 гг. — директор Департамента Горных и Соляных Дел и директор Горного Кадетского корпуса;
Мириан Ираклиевич, грузинский царевич, действительный тайный советник;
Михаловский К. Г., вице-адмирал;
Нелидов А. И., генерал-лейтенант;
Обресков М. А., генерал-лейтенант;
Орлов Г. В., граф, тайный советник, камергер;
Полетика П. И., дипломат;
Пущин П. П., генерал-лейтенант;
Сумароков П. И., тайный советник;
Хвостов В. С., тайный советник;
Хвостов Д. И., граф, чиновник и литератор;

Хитрово А. З., камергер;
Фенш А. С., генерал от инфантерии;

Шаховской Н. Л., князь, генерал-майор, действительный тайный советник;
Щулепов П. П., тайный советник ;
Энгель Ф. И., действительный тайный советник.
Всего в работе суда участвовали 72 представителя аристократии, военных и государственных чиновников, многие из которых имели среди арестованных сослуживцев, знакомых и родственников.
Обязанности генерал-прокурора исполнял министр юстиции князь Д. И. Лобанов-Ростовский, формально не входивший в состав Верховного уголовного суда декабристов. Главным делопроизводителем суда был назначен обер-прокурор департамента Сената Журавлёв И. Ф.

### Ревизионная комиссия
Верховный уголовный суд на заседании 7 июня 1826 года принял решение не вызывать подсудимых для допросов в ходе судебного следствия, а ограничиться лишь подтверждением («ревизией») документов, представленных Следственным комитетом, особой комиссией, избираемой из состава членов суда.
Ревизионная комиссия (из 9 человек) работала по трём отделениям:
по отделению Северного общества — Головкин Ю. А., Салтыков С. Н., Баранов Д. О.;
по отделению Южного общества — Балашов А. Д., Ламберт К. О., Лавров И. П.;
по отделению общества соединённых славян — Ливен К. А., Бороздин Н. М., Болгарский В. И.
К Ревизионной комиссии были прикомандированы обер-прокуроры Сената Кайсаров П. С., Кочубей А. В. и Огарёв Н. И. Кроме того, «для нужных объяснений» при допросах в отделениях комиссии могли находиться члены Следственного комитета Бенкендорф А. Х., Чернышёв А. И., Левашёв В. В.
8 и 9 июня в отделения комиссии в отдельные помещения Петропавловской крепости были вызваны все 120 подсудимых (Тургенев Н. И. обвинялся заочно), которым задавали только три вопроса:

1. Его ли рукой подписаны показания?
2. Добровольно ли они подписаны?
3. Были ли даны очные ставки?

Ответы были засвидетельствованы подписями подсудимых. Попытки некоторых декабристов внести изменения в собственные прежние показания в расчёт не принимались и в протоколах не были отражены. В донесении Ревизионной комиссии Верховному уголовному суду от 9 июня утверждалось «ни один из подсудимых не только отрицания от сделанных ими под прежними показаниями подписей или какого-либо возражения на самые показания не сделал, но каждый подтвердил оные со всею готовностью и без малейшего колебания».

### Разрядная комиссия
10 июня 1826 года Верховный уголовный суд, рассмотрев донесения Ревизионной комиссии, для установления разных степеней виновности подсудимых избрал Разрядную комиссию из 9 человек (по три человека от Сената, от Государственного совета и от особо назначенных гражданских и военных лиц): Баранов Д. О., Кутайсов П. И., Энгель Ф. И., Васильчиков А. В., Сперанский М. М., Толстой П. А. (председатель), Комаровский Е. Ф., Кушников С. С., Строганов Г. А.
Решающий вклад в разработку комиссией «основания для разрядов» и в установление их числа принадлежал Сперанскому, который предложил план определения по детальным пунктам «силы вины» и обстоятельств усиливающих или ослабляющих вину для каждого подсудимого.
Разрядная комиссия работала с 11 по 27 июня 1826 года. К утверждённому донесению прилагались списки:
подсудимых, поставленных вне разрядов;
подсудимых, распределённых по одиннадцати разрядам;
подсудимых, «степень виновности которых усиливается особенным свойством преступлений»;
подсудимых, вина которых уменьшается «разными обстоятельствами»,
а также подсудимых, которыми во время следствия «не учинено собственного признания во взводимых на них преступлениях».

## Приговор

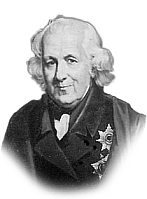
Николай Семёнович Мордвинов

Написанное Сперанским донесение Разрядной комиссии от 27 июня 1826 г. было положено в основу приговора Верховного уголовного суд. В период 28 июня — 13 июля 1826 г. заседания суда проводились по плану, также составленному Сперанским. Суд пришёл к выводу, что обвиняемые имели «умысел на потрясение империи, на ниспровержение коренных отечественных законов, на превращение всего государственного порядка». К способам осуществления этого умысла были отнесены и поставлены в основу распределения по разрядам — цареубийство, бунт и воинский мятеж.
5 июля 1826 г. была избрана комиссия в составе Сперанского (от Государственного Совета), Бороздина (от особо назначенных гражданских и военных лиц) и Казадаева (от Сената), которая подготовила «Всеподданнейший доклад Верховного уголовного суда» с приложенной к нему «Росписью государственным преступникам, приговором Верховного уголовного суда осуждаемым к разным казням и наказаниям».
Из записок декабриста А. Е. Розена

«В двух комнатах, ближайших к зале присутствия, были собраны осужденные по разрядам, - так что когда 1-й вступил в присутствие, то 2-й разряд занял место его, а на место 2-го собрался 3-й разряд, — так следовали все разряды один после другого…

…мы стали в ряд спиною к окнам. Весь Верховный уголовный суд сидел пред нами за большими столами, расставленными покоем по трем стенам залы. Пред нами, в средине, сидел митрополит с несколькими архиереями; по правую сторону генералы; по левую сенаторы…

Из сенаторов что-то многие показались мне непристойно и дерзко любопытными: они наводили на нас не только лорнеты, но и зрительные трубки. Может быть, это было из участия и сострадания: им хотелось хоть видеть один только раз и в последний раз тех осужденных, которых они же осудили, никогда не видев их и никогда не говорив с ними до осуждения...

Посреди залы стоял [делопроизводитель] обер-секретарь сената Журавлёв и громким внятным голосом прочел наши сентенции…
 Журавлёв умолк, и велено было вести нас в казематы...

Вся эта процессия и церемония продолжалась несколько часов среди глубочайшей тишины.
 Глава пятая Верховный уголовный суд
С учётом сделанных императором замечаний было утверждено разделение декабристов на группы по 11 разрядам и одну группу вне разрядов. При голосовании по мерам наказания для декабристов, поставленных вне разрядов и отнесённых к 1-му разряду, только Мордвинов высказался против применения смертной казни. При определении меры наказания для 23 подсудимых 1-го разряда против смертной казни голосовал также А. С. Шишков.
Вынесение приговоров продолжалось до 4 июля. В итоге Верховный уголовный суд (протокол от 5 июля 1826 г.) приговорил: к смертной казни — 36 человек, к пожизненной каторге — 17, к различным срокам каторжных работ и затем к пожизненной ссылке — 40, к пожизненной ссылке в Сибирь — 18, к разжалованию в солдаты — 9.

### По усмотрению императора
Указом от 10 июля 1826 г. Николай I заменил смертную казнь подсудимых 1-го разряда вечной каторгой для 25 человек и 20-летней каторгой для остальных 6. За редкими исключениями были снижены меры наказания декабристам и других разрядов. Участь же поставленных вне разрядов была оставлена решению Верховного уголовного суда. Начальник Главного штаба генерал-адъютант Дибич И. И. передал председателю суда Лопухину точку зрения императора: «На случай сомнения о виде казни, какая сим преступникам определена быть может, государь император повелеть соизволил предварить Верховный суд, что его величество никак не соизволяет не только на четвертование, яко на казнь мучительную, но и на расстреляние, как казнь, одним воинским преступлениям свойственную, ни даже на простое отсечение головы, и, словом, ни на какую казнь, с пролитием крови сопряженную».
11 июля 1826 года на вечернем заседании Верховный уголовный суд учёл точку зрения императора:

«…по высочайше предоставленной ему власти приговорил вместо мучительной смертной казни четвертованием, Павлу Пестелю, Кондратию Рылееву, Сергею Муравьеву-Апостолу, Михайле Бестужеву-Рюмину и Петру Каховскому приговором суда определённой, сих преступников за их тяжкие злодеяния повесить».

Собственноручной запиской, адресованной петербургскому генерал-губернатору П. В. Голенищеву-Кутузову, которому была поручена организация казни, Николай I предначертал детальную церемонию её проведения.
«В кронверке занять караул. Войскам быть в 3 часа. Сначала вывести с конвоем приговорённых к каторге и разжалованных и поставить рядом против знамён. Конвойным оставаться за ними, считая по два на одного. Когда всё будет на месте, то командовать на караул и пробить одно колено «Похода», потом господам генералам, командующим эскадроном и артиллерией прочесть приговор; после чего пробить второе колено «Похода» и командовать «на плечо», тогда профосам  сорвать мундиры, кресты и переломить шпаги, что потом и бросить в приготовленный костёр. Когда приговор исполнится, то вести их тем же порядком в кронверк; тогда взвести присуждённых к смерти на вал, при коих быть священнику с крестом. Тогда ударить тот же бой, как для гонения сквозь строй, докуда всё не кончится, после чего зайти по отделениям направо и пройти мимо и распустить по домам».
После принятия «Манифеста о совершении приговора над государственными преступниками» от 13 июля 1826 года деятельность специального Верховного уголовного суда была прекращена.

## Взгляды современников

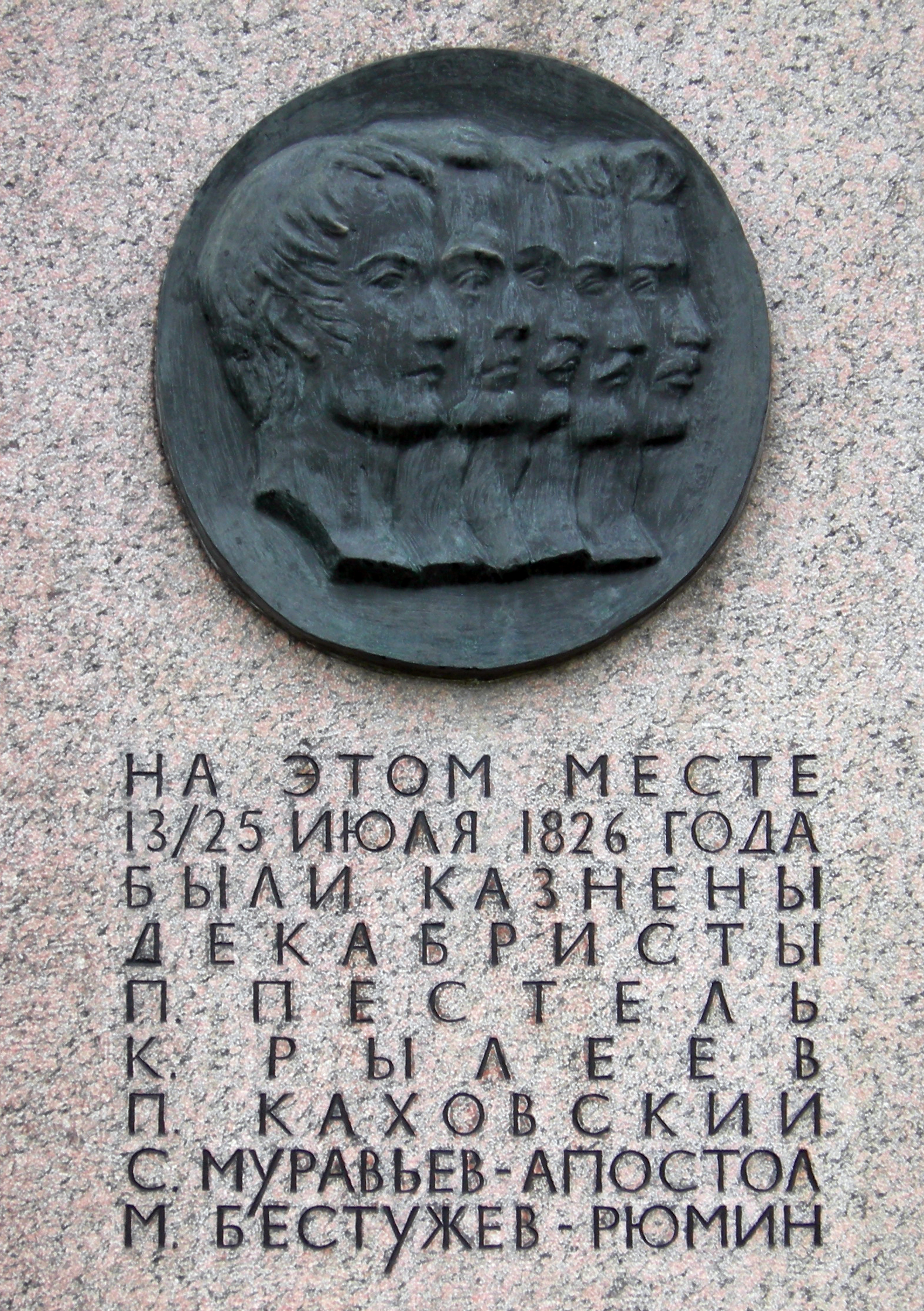
Барельеф на месте казни декабристов

В своём дневнике императрица Александра Фёдоровна записала 12 июля 1826 года: «Сегодня канун ужасной казни… Я молюсь за спасение душ тех, кто будет повешен».
Отношение к приговору в российском обществе было разным. Свою общественно-правовую оценку с точки зрения юриста—профессионала, высказал Дмитриев М. А., который в 1826 г. сменил арестованного декабриста Пущина И. И. в должности судьи Московского надворного суда. Отдавая себе отчёт в том, кто предопределял решение Верховного уголовного суда, Дмитриев написал в мемуарах:

«Что это за заговор, в котором не было двух человек, между собою согласных, не было определённой цели, не было единодушия в средствах, и вышли бунтовщики на площадь сами не зная зачем и что делать…
Если бы Николай Павлович оказал при этом царское великодушие, наказал легко и временно, и то немногих, он приобрёл бы сердца всех этих людей, а Россия приобрела бы в них людей способных, которые со временем, получивши опытность, могли бы быть людьми государственными, потому что в уме и сведениях у них недостатка не было!»

Поэт П. А. Вяземский 22 июля 1826 года отметил в записной книжке:

«Как нелеп и жесток доклад суда! Какое утонченное раздробление в многосложности разрядов и какое однообразие в наказаниях! Разрядов преступлений одиннадцать, а казней по настоящему три: смертная, каторжная работа и ссылка на поселение. Все прочие подразделения мнимые или так сливаются оттенками, что не разглядишь их!
…Что за Верховный суд, который как Немезида, хотя и поздно, но вырывает из глубины души тайные и давно отложенные помышления и карает их как преступление налицо!»

14 августа 1826 года А. С. Пушкин написал П. А. Вяземскому:

«Ещё таки надеюсь на коронацию: повешенные повешены; но каторга 120 друзей, братьев, товарищей ужасна».

## Компенсации родственникам
Жестокость санкционированных Николаем I приговоров Верховного уголовного суда была сопровождена его же решением в какой-то мере облегчить судьбы лишившихся кормильцев семей наказанных декабристов.
«…склоняем Мы особенное внимание на положение семейств, от коих преступлением отпали родственные их члены. Во все продолжение сего дела сострадая искренно прискорбным их чувствам. Мы вменяем Себе долгом удостоверить их, что в глазах Наших союз родства предает потомству славу деяний, предками стяжанную, но не омрачает бесчестием за личные пороки или преступления. Да не дерзнет никто вменять их по родству кому-либо в укоризну: сие запрещает закон гражданский и более еще претит закон Христианский».
29 июля 1826 года император поручил военному министру А. И. Татищеву «отобрать надлежащие по сему справки от генерал-губернаторов или гражданских губернаторов тех губерний, в коих сами преступники или ближайшие родственники их жительство имели» и передать в главный штаб сведения об их семейном «положении и домашних обстоятельствах ближайших родных». Только спустя год, 20 августа 1827 года, Татищев отправил Николаю I через начальника главного штаба «Записку о состоянии о домашних обстоятельствах ближайших родных государственных преступников, по приговорам верховного уголовного суда осужденных». Сведения о 121 семье были разделены на 6 разрядов:

1-й — «имеющие нужду во вспомоществовании» (28 семей);

2-й — «не имеющие нужду во вспомоществовании, но в содействии по некоторым домашним обстоятельствам, к числе коих некоторые сами об оном просят» (4);

3-й — «с состоянием богатым и хорошим» (52);

4-й — «с состоянием посредственным» (22);

5-й — «живущие бедно» (6);

6-й — «о коих не получены сведения или получены, но неверные» (9).
Резолюции Николая I об оказании единовременной или назначении пенсиона коснулись 14 (из 28) семей 1-го разряда, 2 (из 4) семей 2-го разряда, 2 (из 6) семей 5-го разряда. 3-й и 4-й разряды оставлены императором без внимания.
Ежегодные пособия перечислялись в строго секретном порядке, а деньги передавались «из рук в руки» полицмейстерами или приставами — «без огласки».

## Легитимизация суда после 1826 года
Разработанные документы и процедуры Верховного уголовного суда 1826 года М. М. Сперанский предполагал использовать при возможной реанимации новым императором проекта сенатской реформы 1811 года. В конце 1826 года Николаем I был создан секретный комитет, среди стоявших перед которым вопросов было и рассмотрение насущных преобразований государственного аппарата. Одним из самых деятельных участников комитета стал М. М. Сперанский. Уже 27 апреля 1827 года на заседании Комитета обсуждались изменения статей проекта 1811 года, связанные с Верховным уголовным судом. Однако, Николай I, как и его предшественник Александр I, отказался от осуществления сенатской реформы.
Тем не менее, концепция Верховного уголовного суда была развита в ходе предпринятой в эти же годы кодификации российских законов, изданных до 1825 года. В 1832 году был опубликован подготовленный под началом М. М. Сперанского 15-томный «Свод законов Российской империи». Многочисленные ссылки на документы суда 1826 года, как на прецедент, содержавшиеся в «Своде законов уголовных» (том XV), свидетельствовали о том, что Свод рассматривал Верховный уголовный суд как чрезвычайную судебную инстанцию по государственным преступлениям высшей важности. Не менее значимое место занимал Верховный уголовный суд и в «Своде военных постановлений» (1839).